# Fritz Mackensen
Fritz Mackensen, född 8 april 1866 i Greene, Braunschweig, död 12 maj 1953 i Bremen, var en tysk målare.
Mackensen, som var elev till bland andra Friedrich August von Kaulbach och Wilhelm von Diez, var direktör för Weimars konsthögskola 1910–1918. Han var även verksam som skulptör och grafiker. Mackensen var en av grundarna den så kallades Worpswedekolonin, en samling konstnärer, bosatta i en by utanför Bremen som med episk bredd och starkt stämningsinnehåll skildrade de nordtyska böndernas liv och hedlandskapet. Som hans huvudarbeten märks Dibarnet (1893), Gudstjänst (1895) och Torvan (1898).